# Gyalopion quadrangulare
Gyalopion quadrangulare är en ormart som beskrevs av Günther 1893. Gyalopion quadrangulare ingår i släktet Gyalopion, och familjen snokar. IUCN kategoriserar arten globalt som livskraftig.

## Underarter
Arten delas in i följande underarter:
- G. q. desertorum
- G. q. quadrangulare

## Utbredning
Gyalopion canum förekommer i södra USA (Arizona) och norra Mexiko (Sonora, Sinaloa) i Nordamerika.